# Богдан Хмельницький з Тугай Беєм під Львовом
Богдан Хмельницький з Тугай Беєм під Львовом («Гетьман Хмельницький з Тугай-беєм і козацько-татарською ордою при облозі Львова»; «Хмельницький під Львовом») — картина польського художника Яна Матейка  створена у 1885 році.
На картині зображено події 1648 року: після перемог над польським військом під Жовтими Водами, Пилявцями, Корсунем, Богдан Хмельницький разом із татарським ханом підійшли під стіни давньої столиці Галицько-Волинського князівства — Львова. На передньому плані зображено Богдана Хмельницького та Тугай-бея на конях. Вони спостерігають появу в небі образу Святого Яна з Дуклі, — патрона Львова.
Крім Гетьмана Б. Хмельницького та хана на картині бачимо козаків у військовому таборі — один відпочиває на землі, інший грає на бандурі, ще один подає жінці келих. Реалістично зображені козацькі клейноди — бунчук та штандарт, озброєння та одяг козаків.